# FC Dila Gori
Maillots
Le Football Club Dila Gori (en géorgien : საფეხბურთო კლუბი დილა გორი), plus couramment abrégé en Dila Gori, est un club géorgien de football fondé en 1949 et basé dans la ville de Gori.

## Histoire
Le FC Dila Gori est fondé en 1949. Sa première campagne européenne se conclut par une élimination dès le premier tour de la Coupe Intertoto 2004 par le club bulgare du Marek Dupnitsa.
Le club remporte pour la première fois la Coupe de Géorgie en 2012, en battant en finale le FC Zestafoni par quatre buts à un. Trois ans plus tard, le club remporte le Championnat de Géorgie, et dispute donc pour la première fois de son histoire la Ligue des champions.

## Bilan sportif

### Palmarès
| Compétitions nationales | Compétitions soviétiques                                                           | |
| --- | ---------------------------------------------------------------------------------- | --- |
| \| - Championnat de Géorgie (1) : - Champion : 2014-2015. - Vice-champion : 2012-2013. - Coupe de Géorgie (1) : - Vainqueur : 2011-2012. - Supercoupe de Géorgie : - Finaliste : 2012 et 2015. \| \| - Championnat de Géorgie de deuxième division : - Vice-champion : 2001-2002 - Championnat de Géorgie de troisième division (1) : - Champion : 2009-2010. \| | - Championnat d'URSS de troisième division (1) : - Champion : 1969 (zone Caucase). | |
| - Championnat de Géorgie (1) : - Champion : 2014-2015. - Vice-champion : 2012-2013. - Coupe de Géorgie (1) : - Vainqueur : 2011-2012. - Supercoupe de Géorgie : - Finaliste : 2012 et 2015. |                                                                                    | - Championnat de Géorgie de deuxième division : - Vice-champion : 2001-2002 - Championnat de Géorgie de troisième division (1) : - Champion : 2009-2010. |

### Bilan par saison
Légende
- Vainqueur de la compétition
- Vice-champion ou finaliste de la compétition
- Troisième de la compétition
- Promotion en division supérieure
- Relégation en division inférieure

| Saison    | Championnat | Championnat | Championnat | Championnat | Championnat | Championnat | Championnat | Championnat | Championnat | Championnat | Coupe de Géorgie    |
| Saison    | Division    | Pos         | Pts         | J           | V           | N           | D           | BP          | BC          | Diff        | Coupe de Géorgie    |
| --------- | ----------- | ----------- | ----------- | ----------- | ----------- | ----------- | ----------- | ----------- | ----------- | ----------- | ------------------- |
| 1990      | 1re         | 10e         | 42          | 34          | 12          | 6           | 16          | 52          | 58          | -6          | Quarts de finale    |
| 1991      | 1re         | 11e         | 24          | 19          | 7           | 3           | 9           | 29          | 32          | -3          | —                   |
| 1991-1992 | 1re         | 10e         | 50          | 38          | 14          | 8           | 16          | 64          | 64          | 0           | Quarts de finale    |
| 1992-1993 | 1re         | 13e         | 38          | 32          | 11          | 5           | 16          | 39          | 49          | -10         | Quarts de finale    |
| 1993-1994 | 1re         | 9e          | 49          | 38          | 15          | 4           | 19          | 46          | 67          | -21         | Quarts de finale    |
| 1994-1995 | 1re         | 8e          | 37          | 30          | 10          | 7           | 13          | 25          | 35          | -10         | Quarts de finale    |
| 1995-1996 | 1re         | 8e          | 40          | 30          | 12          | 4           | 14          | 53          | 55          | -2          | —                   |
| 1996-1997 | 1re         | 8e          | 37          | 30          | 10          | 7           | 13          | 30          | 39          | -9          | Demi-finales        |
| 1997-1998 | 1re         | 9e          | 37          | 30          | 11          | 4           | 15          | 31          | 36          | -5          | Quarts de finale    |
| 1998-1999 | 1re         | 10e         | 35          | 30          | 10          | 5           | 15          | 37          | 54          | -17         | Quarts de finale    |
| 1999-2000 | 1re         | 8e          | 26          | 28          | 8           | 2           | 18          | 28          | 62          | -34         | Quarts de finale    |
| 2000-2001 | 1re         | 10e         | 34          | 32          | 10          | 4           | 18          | 33          | 55          | -22         | Quarts de finale    |
| 2001-2002 | 2e          | 2e          | 68          | 32          | 21          | 5           | 6           | 70          | 27          | +43         | Quarts de finale    |
| 2002-2003 | 1re         | 7e          | 39          | 32          | 11          | 6           | 15          | 32          | 37          | -5          | Quarts de finale    |
| 2003-2004 | 1re         | 6e          | 36          | 32          | 10          | 6           | 16          | 30          | 42          | -12         | Demi-finales        |
| 2004-2005 | 1re         | 10e         | 10          | 36          | 2           | 4           | 30          | 20          | 88          | -68         | Quarts de finale    |
| 2005-2006 | 1re         | 11e         | 31          | 30          | 9           | 4           | 17          | 35          | 44          | -9          | Huitièmes de finale |
| 2006-2007 | 1re         | 13e         | 15          | 26          | 3           | 6           | 17          | 21          | 56          | -35         | Huitièmes de finale |
| 2007-2008 | 1re         | 14e         | 8           | 26          | 1           | 5           | 20          | 12          | 53          | -41         | Quarts de finale    |
| 2008-2009 | 2e Est      | 5e          | 45          | 30          | 12          | 9           | 9           | 48          | 31          | +17         | —                   |
| 2009-2010 | 3e Est      | 1er         | Inconnu     | Inconnu     | Inconnu     | Inconnu     | Inconnu     | Inconnu     | Inconnu     | Inconnu     | —                   |
| 2010-2011 | 2e          | 3e          | 69          | 32          | 20          | 9           | 3           | 58          | 21          | +37         | Huitièmes de finale |
| 2011-2012 | 1re         | 5e          | 37          | 28          | 10          | 7           | 11          | 38          | 32          | +6          | Vainqueur           |
| 2012-2013 | 1re         | 2e          | 48          | 32          | 22          | 2           | 8           | 60          | 26          | +34         | Quarts de finale    |
| 2013-2014 | 1re         | 9e          | 41          | 32          | 11          | 8           | 13          | 44          | 36          | +8          | Demi-finales        |
| 2014-2015 | 1re         | 1er         | 64          | 30          | 19          | 7           | 4           | 50          | 21          | +29         | Quarts de finale    |
| 2015-2016 | 1re         | 3e          | 62          | 30          | 19          | 5           | 6           | 51          | 25          | +26         | Deuxième tour       |
| 2016      | 1re         | 5e          | 17          | 12          | 5           | 2           | 5           | 13          | 12          | +1          | Deuxième tour       |
| 2017      | 1re         | 7e          | 41          | 36          | 11          | 8           | 17          | 41          | 51          | -10         | Quarts de finale    |
| 2018      | 1re         | 5e          | 63          | 36          | 17          | 12          | 7           | 60          | 40          | +20         | Huitièmes de finale |
| 2019      | 1re         | 7e          | 43          | 36          | 11          | 10          | 15          | 40          | 44          | -4          | Seizièmes de finale |
| 2020      | 1re         | 3e          | 30          | 18          | 8           | 6           | 4           | 29          | 17          | +12         | Quarts de finale    |
| 2021      | 1re         | 3e          | 61          | 36          | 17          | 10          | 9           | 48          | 35          | +13         | Huitièmes de finale |
| 2022      | 1re         | 3e          | 59          | 36          | 17          | 8           | 11          | 48          | 35          | +13         | Quarts de finale    |

### Bilan européen
Note : dans les résultats ci-dessous, le score du club est toujours donné en premier.
| Saison    | Compétition             | Tour             | Club                  | Domicile | Extérieur | Total             |
| --------- | ----------------------- | ---------------- | --------------------- | -------- | --------- | ----------------- |
| 2004      | Coupe Intertoto         | Premier tour Q   | Marek Dupnitsa        | 0 - 2    | 0 - 0     | 0 - 2             |
| 2012-2013 | Ligue Europa            | Deuxième tour Q  | AGF Århus             | 3 - 1    | 2 - 1     | 5 - 2             |
| 2012-2013 | Ligue Europa            | Troisième tour Q | Anorthosis Famagouste | 0 - 1    | 3 - 0     | 3 - 1             |
| 2012-2013 | Ligue Europa            | Barrages Q       | CS Marítimo           | 0 - 2    | 0 - 1     | 0 - 3             |
| 2013-2014 | Ligue Europa            | Deuxième tour Q  | Aalborg BK            | 3 - 0    | 0 - 0     | 3 - 0             |
| 2013-2014 | Ligue Europa            | Troisième tour Q | Hajduk Split          | 1 - 0    | 1 - 0     | 2 - 0             |
| 2013-2014 | Ligue Europa            | Barrages Q       | Rapid Vienne          | 0 - 3    | 0 - 1     | 0 - 4             |
| 2015-2016 | Ligue des champions     | Premier tour Q   | Partizan Belgrade     | 0 - 2    | 0 - 1     | 0 - 3             |
| 2016-2017 | Ligue Europa            | Premier tour Q   | Shirak FC             | 1 - 0 ap | 0 - 1     | 1 - 1 (1 - 4 tab) |
| 2021-2022 | Ligue Europa Conférence | Premier tour Q   | MŠK Žilina            | 2 - 1    | 1 - 5     | 3 - 6             |
| 2022-2023 | Ligue Europa Conférence | Premier tour Q   | KuPS                  | 0 - 0    | 0 - 2     | 0 - 2             |
| 2023-2024 | Ligue Europa Conférence | Premier tour Q   | DAC Dunajská Streda   | 2 - 0    | 1 - 2     | 3 - 2             |
| 2023-2024 | Ligue Europa Conférence | Deuxième tour Q  | Vorskla Poltava       | 3 - 1    | 1 - 2     | 4 - 3             |
| 2023-2024 | Ligue Europa Conférence | Troisième tour Q | APOEL Nicosie         | 0 - 2    | 0 - 1     | 0 - 3             |
| 2025-2026 | Ligue Conférence        | Premier tour Q   | Union Luxembourg      | 1 - 0    | 2 - 1     | 3 - 1             |
| 2025-2026 | Ligue Conférence        | Deuxième tour Q  | Riga FC               | 3 - 3    | 1 - 2     | 4 - 5             |

Légende
- Victoire ou qualification pour le tour suivant
- Match nul
- Défaite ou élimination de la compétition

## Personnalités du club

### Présidents
- Mamuka Jugeli

### Entraîneurs
- Gia Tsetsadze (1er février 2010 – 27 octobre 2011)
- Teimuraz Makharadze (15 novembre 2011 - 26 mars 2012)
- Temur Shalamberidze (27 mars 2012 - 8 septembre 2012)
- Giorgi Daraselia (9 septembre 2012 - 31 décembre 2012)
- Valdas Ivanauskas (23 janvier 2013 - 31 mai 2013)
- Giorgi Devdariani (1er juin 2013 - 17 octobre 2013)
- Ramaz Sogolashvili (17 octobre 2013 - 29 mai 2014)
- Ucha Sosiashvili (30 mai 2014 - 11 janvier 2017)
- Ziv Avraham Arie (16 janvier 2017 - ?)
- Ucha Sosiashvili
- Giorgi Dekanosidze

## Identité visuelle

Ancien logo.
Logo actuel.